# ملازم (الولايات المتحدة)
الرتبة العسكرية ملازم (بالإنجليزية: lieutenant)‏، في البحرية الأمريكية، خفر السواحل بالولايات المتحدة، الإدارة الوطنية للمحيطات، وفيلق مفوض خدمة الصحة العامة بالولايات المتحدة (PHS-CC)، مقسمة بين:
- ملازم (O-3)، يعادل نقيب في الجيش الأمريكي والقوات الجوية ومشاة البحرية.[1]
- ملازم أول (O-2)، يُشار إليه أحيانًا باسم «ملازم ج ج».

في جيش الولايات المتحدة، والقوات الجوية، ومشاة البحرية مقسمة بين:
- ملازم أول (O-2)، يُسمى أحيانًا ببساطة «ملازم»
- ملازم ثاني (O-1)، يعادل الراية في البحرية وخفر السواحل و NOAA-COO وPHS-CC

أثناء الحرب الأهلية الأمريكية (1861-1865)، كان يُعرف أحيانًا ملازم بريفيه الثاني في جيش الاتحاد وجيش الولايات الكونفدرالية باسم «الملازمون الثالثون».
قد تستخدم إدارات الشرطة والإطفاء في الولايات المتحدة أيضًا رتبة ملازم.